# 파클랜드 유나이티드 SC
파크랜즈 유나이티드 SC(Parklands United Sports Club)는 뉴질랜드 크라이스트처치에 있는 축구단이다.

## 선수 명단

### 역대
틀:메인랜드 프리미어리그